# لومور آگبنینو
لومور آگبنینو (انگلیسی: Lumor Agbenyenu؛ زادهٔ ۱۵ اوت ۱۹۹۶) بازیکن فوتبال اهل غنا است که در پست دفاع چپ بازی می‌کند.
وی همچنین در تیم ملی فوتبال غنا بازی کرده‌است.